# Rupert Spira

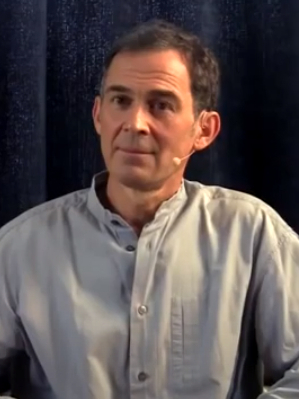
Rupert Spira

Rupert Andrew Harcourt Spira  (Gesprochen ˈspaɪrə) (* 13. März 1960 in London, UK) ist ein englischer bildender Künstler und spiritueller Lehrer. Als Töpfer und Studiotöpfer gilt als einer der besten lebenden Keramiker. Internationale Bekanntheit erlangte er aber ebenso als Lehrer des „Nichtdualismus“, worunter spirituelle Weiterentwicklung durch Gespräche und Schreiben verstanden wird.

## Leben und Wirken

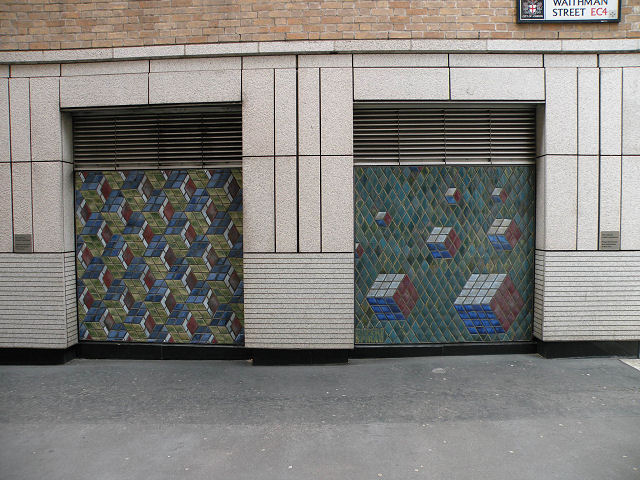
Waithman Street (London): Zwei von dreiundzwanzig von Spira gefliesten Paneelen auf der Rückseite von 100 New Bridge Street (1992).

Rupert Spira ist der Sohn der Künstlerin Meriel Karen Gold (1935–2023) und Peter Spira. Der jüdische Name Spira (hebräisch שפירא) kommt von der lateinischen Bezeichnung für Speyer (SchUM-Städte). Er besuchte das Ampleforth College und das Wadham College danach das Courtauld Institute in London. Spira lebt mit seiner zweiten Frau und seinem Sohn aus erster Ehe in Oxford.

### Bildender Künstler
Spira nahm 1977 an der Kunsthochschule West Surrey College of Art and Design ein Studium bei Henry Hammond auf, worauf sich von 1980 bis 1982 eine Ausbildung bei dem damals 80-jährigen Michael Cardew in der „Wenford Bridge Pottery“  anschloss. Er beendete sein Studium an der Kunsthochschule 1983 mit einem B.A.
1984 eröffnete Spira sein eigenes Studio in „Lower Froyle“ in Hampshire. Seine frühen Arbeiten auf der Töpferscheibe spiegeln den Einfluss des traditionellen utilitaristischen Stils von Bernard Leach wider. Es handelte sich dabei überwiegend um Teekannen, Vasen, Gefäße, Teller und anderes Kochgeschirr.
1996 zog er auf die „Church Farm“ in Shropshire, um dort ein Töpfereiatelier zu gründen, das in einem Porträt in The Guardian als „Töpferparadies“ beschrieben wurde. Hier änderte sich sein bisher funktionaler Stil und wurde minimalistischer, feiner und komplexer, mit Größen von Miniatur bis Großformat. Während er weiterhin funktionale Töpferwaren herstellte und verkaufte, wurde er für seine Studiokeramik bekannt. Er ist mit seinen Arbeiten heute in öffentlichen und privaten Sammlungen vertreten.
Einige Keramikarbeiten enthalten Gedichte (englisch Poem Bowls), sowohl selbst geschriebene als auch von der britischen Dichterin Kathleen Raine. Die Gedichte sind entweder im Sgraffito-Stil in die Glasur geritzt oder als geprägte Buchstaben in einem quadratischen Block oder in einer einzelnen Linie über die Oberfläche des Gefäßes geschrieben. Die Größe dieser Werke variiert von kleinen Gebetsschalen mit nur wenigen Zentimetern Durchmesser bis hin zu offenen Schalen mit einem Durchmesser über 50 cm.
Spira ist auch für seine Keramik-Zylinder bekannt, die oft als Teil einer Serie hergestellt wurden und die zwar einzeln stehen, aber als Gruppe ausgestellt werden sollen. Auch diese variierten in der Größe von einigen Zentimetern bis zu über einem Meter. Er arbeitete mit einer begrenzten Farbpalette, hauptsächlich einfachen monochromen Weiß-, Creme- und Schwarztönen, aber gelegentlich fertigte er auch tiefe, rotglasierte Schalen und leuchtend gelbe Teeservices. 2004 wurde sein Werk in „Bowl“ dokumentiert und publiziert, das vom Sainsbury Centre for Visual Arts herausgegeben wurde und ein Vorwort von David Attenborough sowie eine Sammlung von Essays enthielt, unter anderem einen von dem führenden englischen Töpfer und Schriftsteller Edmund de Waal. Zwei wichtige Schüler sind James Waters und Tilla Walters. Ein weiterer Schüler war Jacob van der Beugel im Jahr 2002.
2015 wurden in einer großen Retrospektive in der „Oxford Ceramics Gallery – Rupert Spira: A Life in Ceramics“ Stücke aus jeder Phase von Spiras Karriere zusammengetragen. Die Oxford Ceramics Gallery bezeichnete Spira als „(…) einer der besten Keramiker seiner Generation, bekannt für sein elegantes Tafelgeschirr, seine wellenförmigen offenen Schalen, seine eloquenten Gruppierungen schlanker Zylindergefäße und seine einzigartigen Gedichtschalen“.

### Spiritueller Lehrer
Spira beschäftigte sich ab seinem fünfzehnten Lebensjahr mit dem Werk des persischen Dichters Rumi. Mit siebzehn Jahren begann er am Colet House in London bei Francis Roles zu studieren. Spira beschäftigte sich weiterhin mit dem Sufismus, dem Mevlevi sowie den Lehren von Sri Nisargadatta Maharaj und Ramana Maharshi. Ende der 1970er Jahre besuchte er die letzten Lehreinheiten Jiddu Krishnamurtis im Brockwood Park. 1997 traf Spira Francis Lucille, der ihn in die Lehren von Atmananda Krishna Menon und die tantrische Tradition des Kaschmir-Shivaismus einführte. Diese Lehren seien die Grundlage für Spiras nicht-dualen Ansatz des „Direkten Pfades“ zum „spirituellen Erwachen“.
Nachdem er über dreißig Jahre als Töpfer tätig gewesen war, schloss Spira 2013 sein Atelier, um sich auf Vorträge und Schriften zum Thema „Nichtdualismus“ (in der indischen Philosophie: Advaita Vedanta) zu konzentrieren.
In seinen Schriften zur „Nichtdualität“ fasste Spira seine Behauptungen folgendermaßen zusammen: „Nichtdualität ist die Erkenntnis, dass der Vielfalt und Verschiedenheit der Erfahrung eine einzige, unendliche und unteilbare Realität zugrunde liegt, deren Natur reines Bewusstsein ist, aus dem alle Objekte und Selbste ihre scheinbar unabhängige Existenz ableiten.“ „Glück“ oder „Erleuchtung“ könne nach Spiras Auffassung dann gefunden werden, wenn man sich mit der „wesentlichen Natur unseres Seins“ – dem „reinen Bewusstsein“ – identifizieren könne, die jenseits von Gefühlen und Gedanken läge. Für Spira sei „die größte Entdeckung im Leben, dass unsere wesentliche Natur nicht die Grenzen oder das Schicksal von Körper und Geist teilt.“

## Mediale Rezeption
Spiras Arbeit wurde in englischsprachigen Medien, wie auf BBC Radio 4, in The Guardian und in Psychology Today, vorgestellt. 2020 verfasste der deutschsprachige Journalist Klaus Ungerer einen Verriss von „Spiras Weg“.

## Ausstellungen (Auswahl)
Spiras Töpfer-Arbeiten befinden sich in diversen privaten und öffentlichen Sammlungen, darunter im V&A, im Fitzwilliam-Museum, im Sainsbury Centre for Visual Arts und im Nationalmuseum für moderne Kunst in Tokio. Spiras Werke wurden zwischen 1997 und 2008 in mehreren Ausstellungen des British Council gezeigt, so etwa in den Ausstellungen EVERYTHING BUT…, EVERYTHING BUT… CONTEMPORARY BRITISH KITCHENWARE, FIRING IMAGINATION CERAMICA BRITANICA sowie DISH OF THE DAY. Weiterhin wurden 2004 Werke Spiras in einer Einzelausstellung im Sainsbury Centre for Visual Arts in Norwich gezeigt.

## Veröffentlichungen
- The Transparency of Things: Contemplating the Nature of Experience. Non-Duality Press[30], 2008
- Presence, Volume I: The Art of Peace and Happiness. Non-Duality Press, 2011
- Presence, Volume II: The Intimacy of All Experience. Non-Duality Press, 2011
- The Ashes of Love: Sayings on the Essence of Non-Duality. Non-Duality Press, 2013
- The Light of Pure Knowing: Thirty Meditations on the Essence of Non-Duality. Sahaja Publications, 2014
- Transparent Body, Luminous World: The Tantric Yoga of Sensation and Perception. Sahaja Publications, 2016
- The Nature of Consciousness. Sahaja Publications, 2017
- Being Aware of Being Aware – The Essence of Meditation Series. Volume I, Sahaja Publications, 2017
- A Meditation on I Am. Sahaja Publications, 2021
- The Essential Self. Sahaja Publications, 2021
- Being Myself – The Essence of Meditation Series. Volume II, Sahaja Publications, 2021
- You Are the Happiness You Seek: Uncovering the Awareness of Being. Sahaja Publications, 2022
- I Am Always I. Sahaja Publications, 2023
- The Heart of Prayer – The Essence of Meditation Series. Volume III, Sahaja Publications, 2023

- - deutsche Ausgaben
- Bewusstsein ist alles: Über die Natur unserer Erfahrung. VAK, Kirchzarten 2011, ISBN 978-3-86731-087-1
- Bewusstsein: Bewusst sein: Die Essenz der Meditation. Daniel-Peter-Verlag, Kirchröttenbach 2019, ISBN 978-3-9819954-7-3
- Das Sein des Seins: Essays über die Einheit von Geist und Materie. Daniel-Peter-Verlag, Kirchröttenbach 2018, ISBN 978-3-9815255-8-8